# (464178) 2015 AH169
(464178) 2015 AH169 es un asteroide perteneciente al cinturón de asteroides, descubierto el 27 de febrero de 2006 por el equipo Spacewatch desde el Observatorio Nacional de Kitt Peak (Arizona, Estados Unidos).